# فیکارا
فیکارا (به ایتالیایی: Ficarra) یک کومونه در ایتالیا است که در استان مسینا واقع شده‌است.

## خصوصیات
فیکارا ۱۸٫۶ کیلومترمربع مساحت و ۱٬۷۴۹ نفر جمعیت دارد و ۴۵۰ متر بالاتر از سطح دریا واقع شده‌است.

## خواهرخوانده
شهر وجوانو خواهرخواندهٔ فیکارا هست.